# Pieczinieno
Pieczinieno (ros. Печинено) – wieś (sieło) w Rosji, w obwodzie samarskim, w rejonie bogatowskim. W 2010 liczyła 611 mieszkańców.